# جانيت أرمسترونغ
جانيت أرمسترونغ (بالإنجليزية: Jeannette Armstrong)‏ (1948)؛ كاتِبة ومؤلِّفة، شاعرة وروائية كندية.